# Jürgen Owczarzak
Jürgen Owczarzak (* 6. August 1954 in Stuttgart) ist ein ehemaliger deutscher Fußballspieler und -trainer.

## Karriere
Jürgen Owczarzak begann als Jugendlicher mit dem Fußballspielen bei den Stuttgarter Kickers. Von den C- bis A-Junioren war er ständiges Mitglied der Auswahlmannschaft des Württembergischen Fußballverbandes, mit der er 1972 die deutsche Meisterschaft errang. In der Saison 1972/73 kam er in der Regionalliga Süd für die Profimannschaft zum Einsatz. Allerdings reichte es nicht für weitere Einsätze im Profikader und Owczarzak spielte danach nur noch für die Amateure der Blauen. Im Sommer 1975 wechselte der gebürtige Stuttgarter zum TSV Eltingen und schloss sich schon eine Saison später dem SV Hoffeld an, für den er vier Spielzeiten aktiv war. Danach trug Owczarzak nochmals das Trikot der Stuttgarter Kickers II. Nach seiner Karriere als Spieler übernahm er das Traineramt der A-Junioren des SV Hoffeld, später konnte er sich noch als Trainer der zweiten und ersten Mannschaft der Hoffelder beweisen.